# NRVg Luisenstadt
Die Neuköllner Rennfahrer Vereinigung (NRVg.) Luisenstadt 1910 e. V. Berlin  ist ein Berliner Radsport-Verein, der im Jahr 1910 im damaligen Berliner Stadtteil Luisenstadt unter dem Namen „R.Vg. Luisenstadt“ gegründet wurde.

## Geschichte
1910 ließen die Gründungsmitglieder Albert Lorenz, Herbert Hamann, Hermann Rügiger und Alfred Thim die Renngemeinschaft beim Amtsgericht Berlin-Mitte ins Vereinsregister eintragen. Bis zum Beginn des Ersten Weltkriegs gehörte der Verein in der damaligen Radfahr-Union zu den größten Vereinen. Seit der Gründung war die Rennfahrer-Vereinigung auch mit der Veranstaltung von Radrennen vertraut, neben sechs Vereinsrennen und genauso vielen öffentlichen Rennen war die „Luisenstadt“ auch Ausrichter des bekannten „Großen Straßenpreises der Neumark“ über 250 Kilometer.
2012 war die 56. Austragung des Rollbergrennens, das von NRVg Luisenstadt organisiert wird.

## Bekannte Fahrer
Der Verein brachte zahlreiche bekannte Radrennfahrer hervor. Das waren vor dem Zweiten Weltkrieg u. a. Oskar Tietz und die Gebrüder Purann sowie in den 1950er Jahren Max Bartoskiewicz und Hans Schliebener. In neuerer Zeit gehören oder gehörten Radsportgrößen wie Dieter Puschel, Matthias Kessler, Klaus Bugdahl, Gerd Modrow, Burckhard Bremer sowie Hartmut Scholz dem Berliner Verein an. Gegenwärtig ist unter anderem der Berliner Radprofi Marcel Kalz aktiver Sportler der NRVg. Luisenstadt.
Vereinsmitglied war auch Alfred Witte, der 2012, im Alter von 101 Jahren, den Startschuss für das Rollbergrennen gab und als ältester Radrennfahrer Deutschlands gilt. Er ist Ehrenvorsitzender des Vereins, dem er seit 1928 angehört.

## Nachwuchsarbeit
Die NRVg. Luisenstadt bietet ein breites Alters- und Disziplinenspektrum. Von den Nachwuchs- bis zu den Mastersklassen ist der Verein in den Disziplinen Bahn- und Straßenradsport sowie Querfeldein in diversen Leistungsklassen vom Breiten- bis zum Leistungssport vertreten.

## Breitensport
Um das Jahr 1979 gründete die NRVg. Luisenstadt als erster Berliner Verein eine Radtourenabteilung. Die Mitgliederzahl stieg schnell, bis Mitte der 1980er Jahre die Abteilung aus über 120 Mitgliedern bestand. Damit waren sie der stärkste Berliner Verein. Die erste Radtourenfahrt des Bundes Deutscher Radfahrer in Berlin, die „1. Berliner Kindl Runde“ wurde durch die Breitensportabteilung des Vereins getragen. Aufgrund des Erfolgs dieser Veranstaltung  blieb die Berliner Kindl Runde im wachsenden Breitensportkalender auch in den kommenden Jahren bestehen.